# Langenburg
Langenburg là một thị xã thuộc huyện Schwäbisch Hall, trong bang Baden-Württemberg, nước Đức. Đô thị này nằm trên đồi bên sông Jagst, 18 km về phía đông bắc Schwäbisch Hall. Diện tích là 31,4 km2. Về mặt lịch sử, Langenburg cùng các lãnh thổ xung quanh đã cấu thành nên Bá quốc/Thân vương quốc Hohenlohe-Langenburg, một nhà nước thuộc Đế chế La Mã Thần thánh.

## Hình ảnh

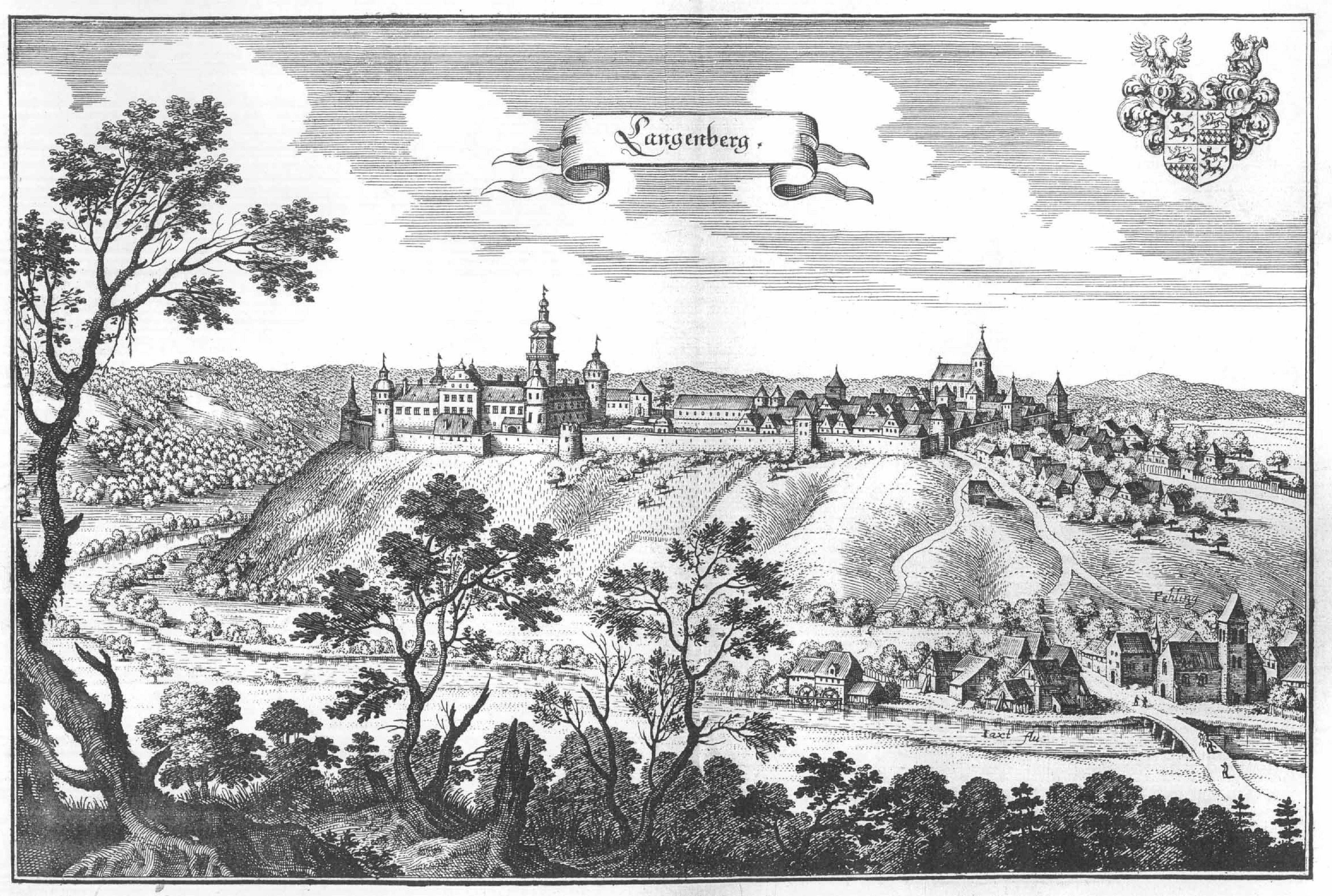
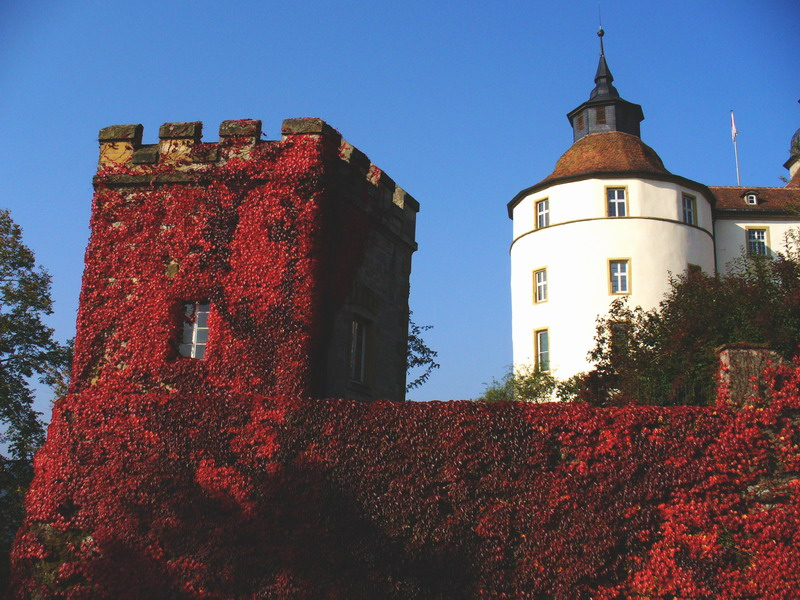
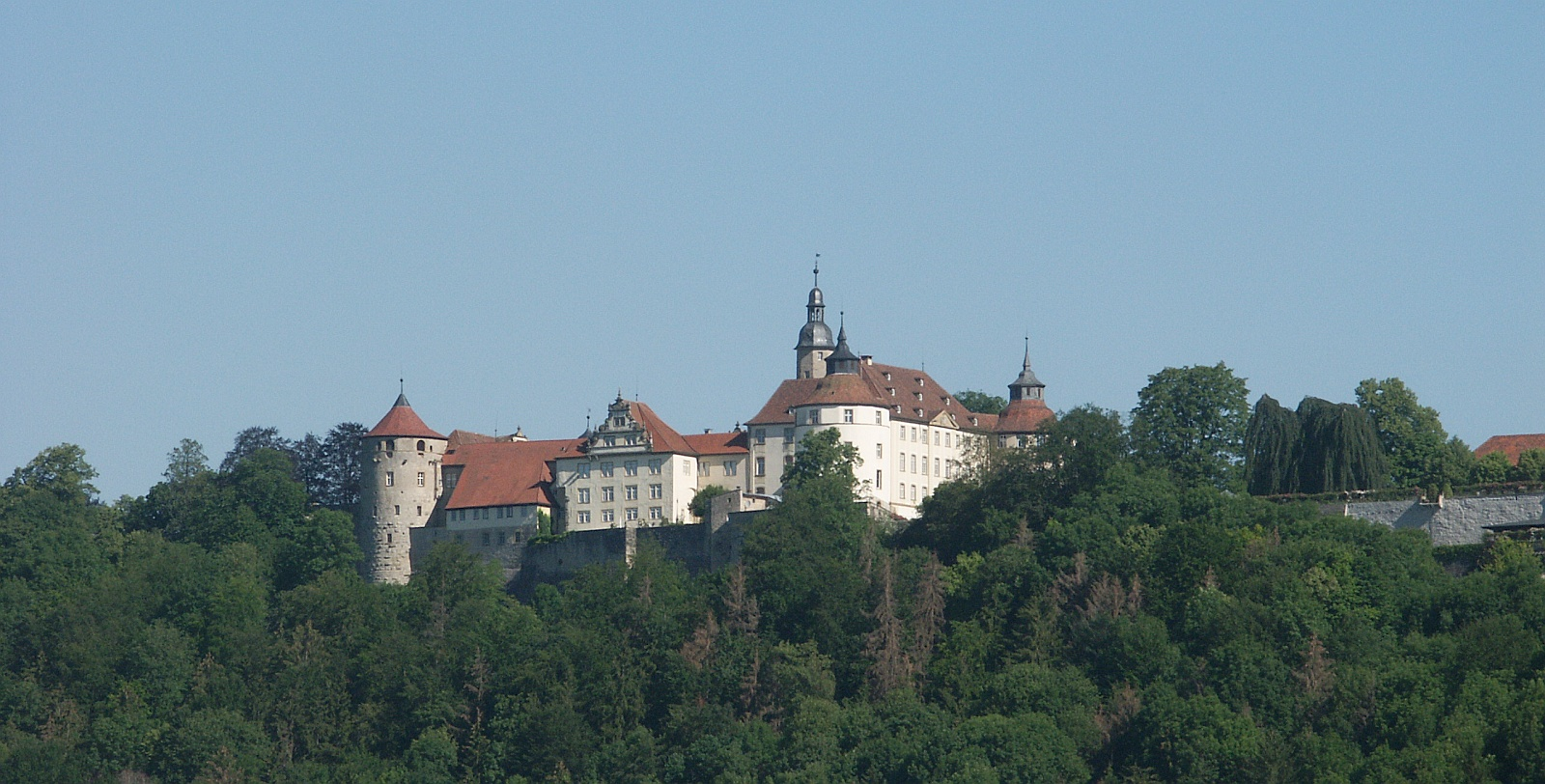
Lầu đài Langenburg